# Laura Brent
Laura Brent, född 2 maj 1988 i Melbourne i Victoria, är en australisk skådespelerska. Hon är mest känd för rollen som Lilliandil i filmen Berättelsen om Narnia: Kung Caspian och skeppet Gryningen.

## Filmografi (i urval)
- 2010 – Legend of the Seeker (TV-serie)
- 2010 – Berättelsen om Narnia: Kung Caspian och skeppet Gryningen
- 2011 – Burning Man
- 2011 – A Few Best Men
- 2014 – Healing
- 2018 – Winchester: House of Ghosts
- 2021 – Mortal Kombat